# Corydalis seisumsiana
Corydalis seisumsiana är en vallmoväxtart som beskrevs av M. Liden. Corydalis seisumsiana ingår i Nunneörtssläktet, och familjen vallmoväxter. Inga underarter finns listade i Catalogue of Life.